# 583

## Nașteri
- 4 august: Teodosiu (asociat, sec. VI)  (d. 602)

## Decese
- dată necunoscută: Cassiodorus  (n. 487)